# 鈴木一司
鈴木 一司（すずき いちじ、1897年（明治30年）2月28日 - 1997年（平成9年）3月24日）は、大正から昭和期の獣医師、政治家。参議院議員（1期）。

## 経歴
茨城県多賀郡高萩村（松原町、高萩町大字高萩を経て現高萩市）で生まれる。1916年（大正5年）青森県畜産学校（現青森県立三本木農業高等学校）を卒業した。
高萩町会議員、茨城県獣医師協会長などを務めた。1947年（昭和22年）茨城県会議員に選出され5期在任。県議会では、農地委員長、議会運営委員長、副議長、議長（2期）、行政機構調査特別委員長、農業基本問題調査特別委員長、原子力開発特別委員長を歴任した。その他、茨城県教育委員、県監査委員なども務めた。
1959年（昭和34年）秋の褒章で1933年（昭和8年）より町議会や県議会の議員として福祉に奉じて地方自治の発展に貢献したとして藍綬褒章受章。
武藤常介の死去に伴い1963年（昭和38年）9月に実施された第5回参議院議員通常選挙茨城県地方区補欠選挙に自由民主党公認で出馬して当選し、参議院議員に1期在任した。1965年（昭和40年）7月の第7回通常選挙に立候補したが次点で落選した。
その他、茨城県畜産農業協同組合連合会長、同畜産会長、同家畜商業協同組合理事、同治山協会長、同猟友会長なども務めた。
1997年（平成9年）3月24日、脳梗塞のため茨城県高萩市の自宅で死去、100歳。死没日をもって正五位に叙される。